# جورج ستيوارت
جورج ستيوارت (بالإنجليزية: George R. Stewart)‏ عالم متخصص في علم المكان وروائي وبروفيسور أمريكي في جامعة كاليفورنيا في بيركلي، وُلد في بنسلفانيا في 31 مايو 1895. وتبقى الأرض هي رواية خيال علمي نشرها ستيوارت عام1949. وتناول ستيوارت في كتابه الذي يحمل اسم ضرورية لفهم معركة جيتيسبيرغ الهجوم النهائي في جيتيسبيرغ. وتوفي في الولايات المتحدة في 22 أغسطس 1980.

## وصلات خارجية
- جورج ستيوارت على موقع إن إن دي بي (الإنجليزية)

- جورج ستيوارت  على قاعدة بيانات الخيال التأملي على الإنترنت